# 尼爾斯維爾 (明尼蘇達州)
尼爾斯維爾（英語：Nielsville，/ˈniːlzvɪl/ NEELZ-vil）是一個位於美國明尼蘇達州波爾克縣的城市。

## 歷史
鐵路公司曾於尼爾斯維爾設置車廠。尼爾斯維爾的郵局自1883年起營運至今。

## 人口
根據2020年美國人口普查的數據，尼爾斯維爾的面積為0.75平方千米，皆為陸地。當地共有人口78人，而人口密度為每平方千米104人。